# 李世峰
李世峰（1976年11月—），男，汉族，浙江宁波人，中华人民共和国政治人物。1999年7月参加工作。1997年加入中国共产党。
武汉大学外语学院英语专业，英国约克大学公共行政与公共政策专业、南京大学政府管理学院公共管理专业毕业，文学硕士学位、公共管理硕士学位。现任大庆市委书记

。